# Бомон Сардол
Бомон Сардол (фр. Beaumont-Sardolles) насеље је и општина у источном делу централне Француске у региону Бургоња, у департману Нијевр која припада префектури Невер.
По подацима из 2011. године у општини је живело 119 становника, а густина насељености је износила 4,08 становника/km². Општина се простире на површини од 29,14 km². Налази се на средњој надморској висини од 275 метара (максималној 328 m, а минималној 204 m).

## Демографија
| 1962. | 1968. | 1975. | 1982. | 1990. | 1999. | 2011. |
| ----- | ----- | ----- | ----- | ----- | ----- | ----- |
| 195   | 240   | 194   | 161   | 118   | 107   | 119   |

График промене броја становника у току последњих година